# Pedro José García (gobernador de Tabasco)
Pedro José García (Cunduacán, Tabasco, Nueva España, Imperio Español  -  ?) fue un político mexicano, que nació en la villa de Cunduacán, Tabasco, y que llegó a ser gobernador interino de su estado natal.
Fue elegido por el Congreso del Estado, como Primer Vocal del Consejo Electoral en 1827, por lo que al ser suspendido en sus funciones de gobernador del estado Marcelino Margalli y por enfermedad del vicegobernador Santiago Duque de Estrada, se encargó provisionalmente del Poder Ejecutivo Pedro José García, como Primer Vocal del Consejo Electoral desde el 18 de septiembre de 1828 hasta el 7 de noviembre del mismo año cuando el vicegobernador Santiago Duque de Estrada regresó de la ciudad de Campeche a donde había ido por motivos de salud y se hizo cargo del gobierno.